# Sycon protectum
Sycon protectum är en svampdjursart som beskrevs av Lawrence Morris Lambe 1896. Sycon protectum ingår i släktet Sycon och familjen Sycettidae. Inga underarter finns listade i Catalogue of Life.